# 오재풍
오재풍(吳在豊, 1866년 음력 8월~1932년 양력 10월 19일)은 대한제국의 행정 관료 출신으로 일제강점기에 조선총독부 중추원 참의를 지냈다.

## 생애
1894년 내무아문 주사를 거쳐 그해부터 8년간 궁내부 주사로 근무한 대한제국의 관리였다. 이후 법규규정소, 기로소, 탁지부 등지에서 근무했고, 1903년 주임관 6등인 내부 참서관에, 1907년 내부 서기관, 1908년 내부 사무관으로 승진을 거듭했다.
1910년 한일 병합 조약이 체결되었을 때는 주임관 2등인 내부 비서관이었다. 조선총독부 산하에 새로 설치된 중추원에 부찬의로 참여했고, 1912년에는 한국병합기념장을 받았다. 1921년 중추원 개편 때 참의가 되어 1932년 사망할 때까지 근무했다. 중추원에 재직한 기간은 총 22년 가량이다.
1914년에는 경성군인후원회에 참여하여 기부금 2원을 출연했고, 1915년 한일 병합 5주년을 기념해 시정5주년기념 조선물산공진회가 열렸을 때 경성협찬회 부회원으로서 10원을 납부했다. 1916년 일제가 중추원 간부들을 동원해 제국신민 양성과 민심훈육을 표방한 반도사편찬사업을 벌일 때 조사주임으로 참가했고, 1924년 구관급제도조사위원회 위원을 맡아 전라북도 지역의 임야와 소작 실태를 조사했다.
각각 불교와 유교 계열 친일 단체인 불교진흥회 간사(1914년)와 대동사문회 평사(1920년)로 활동한 기록도 있다. 이처럼 적극적인 활동으로 1924년 다이쇼 천황 생일인 천장절 축하 행사가 열렸을 때 부인을 동반한 초청 대상자로 선정되었다. 일본 정부로부터는 1926년 훈6등 서보장을, 1928년 쇼와대례기념장을 수여받았다.
2002년 발표된 친일파 708인 명단과 2008년 공개된 민족문제연구소의 친일인명사전 수록예정자 명단에 모두 포함되었고, 2007년 대한민국 친일반민족행위진상규명위원회가 발표한 친일반민족행위 195인 명단에도 들어 있다.

## 같이 보기
- 조선총독부 중추원
- 대동사문회

## 참고 자료
- 친일반민족행위진상규명위원회 (2007년 12월). 〈오재풍〉 (PDF). 《2007년도 조사보고서 II - 친일반민족행위결정이유서》. 서울. 704~712쪽쪽. 발간등록번호 11-1560010-0000002-10. [깨진 링크(과거 내용 찾기)]